# Behelfs-Schützenmine A.200
Behelfs-Schützenmine A.200 – niemiecka mina przeciwpiechotna z okresu II wojny światowej, zbudowana metodą fugasową. Mina ta była bardzo zbliżona do innej niemieckiej miny - Behelfs-Schützenmine S 150. Posiadała dwa typy zapalników - SF 5 i SF 6, które umieszczone były w gnieździe górnej pokrywy miny. Inicjacja wybuchu następowała pod naciskiem o sile 20 kg.